# Идрисова, Айгуль Ильдусовна
Айгуль Ильдусовна Идрисова (баш. Иҙрисова Айгөл Илдус ҡыҙы, род. 11 июля 1995) — российская шашистка, серебряный призёр чемпионата мира 2019 года (Якутск), бронзовый призёр чемпионата мира 2017 года (Эстония), чемпионка Европы 2016 года (Турция), чемпионка мира по блицу 2012 года (Франция), 2020 года (Турция), чемпионка мира по быстрым 2016 года (Турция), международный гроссмейстер (2016).

## Образование
С 2002 по 2011 годы училась в Башкирской республиканской гимназии-интернате № 2 имени А. Валиди (Ишимбай), в 2011—2013 годах училась в Башкирской республиканской гимназии-интернате № 1 имени Р. Гарипова(Уфа). Выпустилась с медалью за отличную учёбу. 2013—2017 училась на кафедре Прикладной физики Физико-технического института Башкирского государственного университета (ныне Уфимский университет науки и технологий).

## Спортивная биография
Играть в шашки начала в 6 лет, когда ходила в детский сад. Поступив в первый класс, начала посещать секцию шашек при школе. Воспитанница Ишимбайской СДЮШОР по шашкам. Дебютировала на высшем уровне в 9 лет, приняв участие в Лично-командном чемпионате России по международным шашкам среди женщин в 2004 году. Воспитанница ДЮСШ № 23 города Уфы. До 2011 года выступала за шашечный клуб «Сатраш» (Ишимбай). С 2012 года выступала за шашечный клуб «Юность» (Уфа). Выступает за АНО «Центральный шашечный клуб» Башкортостан (ранее назывался АНО Профессиональный шашечный клуб «Башнефть») (Уфа).
Бронзовый призёр чемпионата России по международным шашкам среди женщин (2011, Уфа).
Чемпионка России в лично-командном чемпионате России по международным шашкам (как личный зачёт, так и командный) (ноябрь 2011, Ишимбай, Россия).
Бронзовый призёр чемпионата мира по международным шашкам среди девушек (ноябрь 2011, Улан-Батор, Монголия).
Серебряный призёр чемпионата России среди женщин по международным шашкам (2012, Ишимбай).
Чемпионка Всемирных интеллектуальных игр в Лилле, 2012 год (он же чемпионат мира по международным шашкам по блицу среди женщин).
Бронзовый призёр чемпионата Европы в программе блиц (2013, Венгрия, Будапешт).
В 2013 году выиграла чемпионат мира по международным шашкам среди девушек до 19 лет (Франция, Мирпуа).

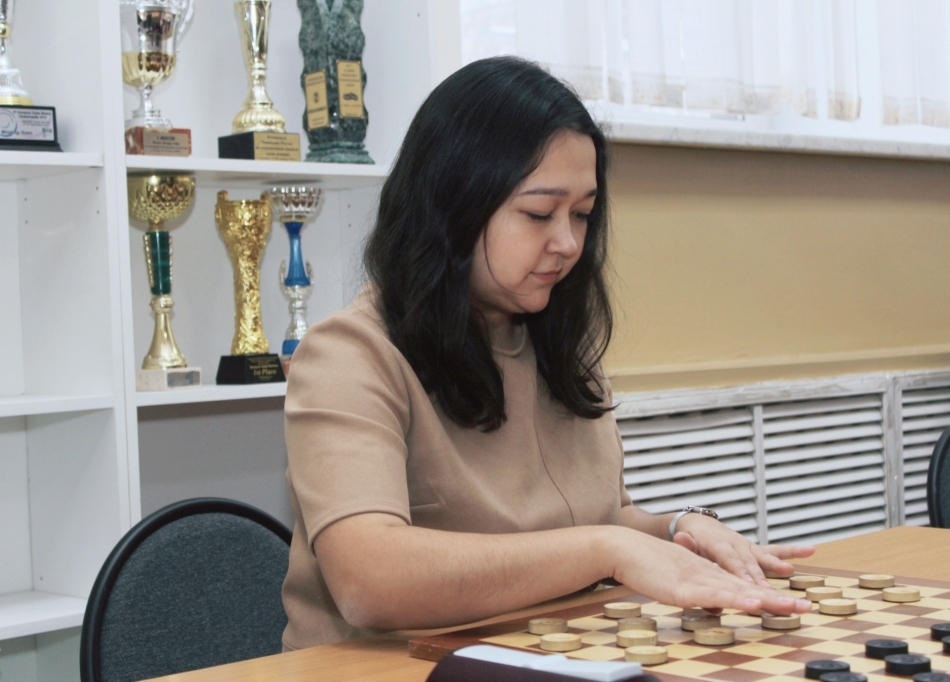
Айгуль Идрисова за шашечной доской

Чемпионка Европы в молниеносной программе в составе сборной России (октябрь 2014, Эстония).
В 2014 году стала победителем первенства Европы по международным шашкам среди девушек (Беларусь, Пинск).
Входила в молодёжную сборную России как по международным шашкам (с 2004), так и по русским
На чемпионате мира по международным шашкам в Ухане 2015 года заняла 6-е место.
В 2016 году стала чемпионкой мира в формате блиц(Турция), а также чемпионкой Европы и получила звание международного гроссмейстера (GMIF).
В 2017 году завоевала бронзу на чемпионате мира, который проходил в Таллине (Эстония).
В 2019 году на чемпионате мира в Якутске завоевала серебро.
В 2020 году стала чемпионкой мира по блицу и бронзовым призёром чемпионата мира по быстрой программе (Турция).

## Спортивные достижения

### Чемпионаты мира
- 2013 (19 место в финале B)
- 2015 (6 место)
- 2017 (3 место)
- 2019 (2 место)[13]
- 2021 (9 место)

### Чемпионаты Европы
- 2012 (4 место)
- 2014 (6 место)
- 2016 (1 место)
- 2018 (16 место)

### Чемпионаты России
- 2010 (10 место)
- 2011 (3 место)
- 2012 (2 место)
- 2013 (5 место)
- 2014 (8 место)
- 2015 (2 место)
- 2016 (2 место)
- 2018 (3 место)
- 2020 (14 место)
- 2021 (2 место)

## Тривия
В интервью газете «Республика Башкортостан», опубликованным 15.01.2008, главный тренер сб. Башкортостана и России Юрий Владимирович Черток предвидел перспективы шашек Башкортостана:
«10-летняя уфимка Азалия Сагитова, её землячка Юлия Валеева, которой 16 лет, ишимбайские девочки 12-летняя Айгуль Идрисова и 15-летняя Алия Аминова — вот наш задел на будущее. У юношей подтверждает свой яркий талант Айнур Шайбаков».